# Industria de Turbo Propulsores
Il gruppo ITP (acronimo di Industria de Turbo Propulsores) è un'azienda spagnola che lavora nell'ambito della progettazione e costruzione di motori aeronautici e turbine a gas. È partecipata per il 53,125% dall'azienda spagnola Sener e per il 46,875% dall'inglese Rolls-Royce. Il gruppo ITP possiede 18 centri produttivi in Spagna, Regno Unito, Malta, Stati Uniti, India e Messico.

## Partecipazioni
- ITP è socia al 13% di EuroJet Turbo GmbH, il consorzio internazionale che produce il motore Eurojet EJ200 utilizzato sull'Eurofighter Typhoon.
- È socia al 20,5% di Europrop International, il produttore del motore Europrop TP400 utilizzato sull'Airbus A400M.
- Produce gli inversori di spinta del motore Rolls-Royce Trent 1000.